# هند عاكف
هند عاكف (18 مارس 1970 -)، ممثلة مصرية.

## عن حياتها
حصلت على دبلومة الدراسات العليا في العلوم السياسية عام 2016 نشات في السيرك كلاعبة كاوتشوك، عملت في العديد من الأعمال ومن المسرحيات التي شاركت بها «العالمة باشا» «الباراشوت» «الدبابير» «العسكرى الأخضر» «جنون البشر» «الواد الجن» ومن مسلسلاتها:«كلام رجالة» «السبنسة» «اوتار التغريبة». «قلبي داليلي» «قلب الدنيا» «علي باب الوزير»، «الف ليله وليله».

## وصلات خارجية
- هند عاكف على موقع IMDb (الإنجليزية)
- هند عاكف على موقع الدهليز
- هند عاكف على موقع قاعدة بيانات الأفلام العربية